# Pritchardiopsis jeanneneyi
Pritchardiopsis jeanneneyi ist eine auf Neukaledonien endemische Palmenart. Sie ist der einzige Vertreter der Gattung Pritchardiopsis.

## Merkmale
Pritchardiopsis jeanneneyi ist eine mäßig große, zwittrige Fächerpalme. Sie ist einzelstämmig, bewehrt und mehrmals blühend. Der Stamm ist aufrecht, glatt und mit deutlichen Blattnarben geringelt.
Die Chromosomenzahl ist unbekannt.

### Blätter
Die Blätter sind induplicat gefaltet, kurz costapalmat, und fallen mit einer glatten Narbe ab. Die Blattscheide zerfällt in ein Netz von feinen, rostbraunen Fasern. Der Blattstiel ist lang, an der Oberseite flach bis gefurcht, an der Unterseite gerundet. Die Stielränder sind distal glatt, basal bei Jungpflanzen mit kurzen, zurückgebogenen Stacheln besetzt, bei adulten Pflanzen glatt. Die adaxiale Hastula it kurz und rund, die abaxiale Hastula fehlt.
Die Blattspreite ist steif und regelmäßig bis zur oder über die Mitte in einfach gefaltete Segmente geteilt. Die Segmente sind kurz bifid, lanzeolat und kahl an beiden Seiten.

### Blütenstände
Die Blütenstände stehen zwischen den Blättern (interfoliar) und sind bis zu vierfach verzweigt. Die Achsen sind kantig. Der Blütenstandsstiel ist sehr kurz und abgeflacht. Ein Vorblatt ist nicht sichtbar und setzt über der Basis an. Hochblätter am Blütenstandsstiel fehlen. Die Blütenstandsachse ist sehr kurz und drei lange Seitenachsen erster Ordnung geteilt. Jede Seitenachse trägt eine Hochblatt und zwei röhrige Tragblätter für Seitenachsen zweiter Ordnung. Die weiteren Seitenachsen zweiter Ordnung besitzen keine röhrigen Tragblätter. Die blütentragenden Achsen (Rachillae) besitzen keine erkennbaren Tragblätter. Sie sind kurz und stehen gedrängt am Ende der Seitenachsen zweiter Ordnung. Sie tragen eher entfernt stehende Wickel von drei Blüten im basalen Bereich, distal stehen die Blüten einzeln.

### Blüten
Die Blüten sind sitzend und besitzen keine Brakteolen. Der Kelch ist ausdauernd, röhrig, basal mit dem Receptaculum verwachsen, und am Ende mit drei kurzen freien Zipfeln. Die drei Kronblätter sind basal kurz miteinander verwachsen, valvat und distal kapuzenförmig ausgehöhlt. Die sechs Staubblätter setzen am Schlund der Krone an, haben aufrechte Filamente, die kurz miteinander verwachsen und mit der Krone verbunden sind. Die Antheren sind aufrecht, fast kugelig, pfeilförmig und intrors. Das Gynoeceum ist kugelig-dreilappig mit drei Fächern und drei Samenanlagen. Die Fruchtblätter sind im fertilen Bereich frei, im Griffelbereich verwachsen. Der Griffel ist schlank, kurz, ahlförmig mit punktförmiger Narbe. Die Samenanlage setzt basal an und ist anatrop.
Der Pollen ist ellipsoidisch, manchmal leicht asymmetrisch. Die Keimöffnung ist ein distaler Sulcus. Die längste Achse misst 23 bis 24 Mikrometer.

### Früchte und Samen
Die Frucht ist groß, einsamig, kugelig und trägt apikale Narbenreste. Das Exokarp ist glatt und purpurn, das Mesokarp ist fleischig bis faserig. Das Endokarp ist holzig, an einer Seite rundlich, an der Gegenseite mit einem Kiel. Seitlich ist es verlängert, zur Basis hin ist es verschmälert. Der Samen ist kugelig, aufrecht, hat einen basalen Nabel (Hilum). Die Raphe ist kreisförmig. Das Endosperm ist homogen und an der Basis durch eine tiefe Einbuchtung des Samenmantels eingedrückt.

## Verbreitung und Standorte
Die Gattung ist auf Neukaledonien endemisch. Sie kommt nur im Südosten der Insel auf steilen Hängen über Serpentingestein vor, in rund 200 m Seehöhe in der Nähe der Bucht von Prony. Sie wurde eine Zeitlang für ausgestorben gehalten, bis wieder drei sehr kleine Populationen entdeckt wurden.

## Systematik
Die Gattung Pritchardiopsis wird innerhalb der Familie Arecaceae in die Unterfamilie Coryphoideae, Tribus Trachycarpeae, Subtribus Livistoninae gestellt. Die Gattung ist monotypisch mit dem einzigen Vertreter Pritchardiopsis jeanneneyi. Pritchardiopsis ist möglicherweise die Schwestergruppe einer Gruppe aus Johannesteijsmannia und Pholidocarpus.
Pritchardiopsis wurde von Odoardo Beccari 1910 erstbeschrieben, Typusart ist die zum gleichen Zeitpunkt beschriebene Pritchardiopsis jeanneneyi. Der Gattungsname leitet sich vom Gattungsnamen Pritchardia und der Endung opsis für „ähnlich“ ab.

## Belege
- John Dransfield, Natalie W. Uhl, Conny B. Asmussen, William J. Baker, Madeline M. Harley, Carl E. Lewis: Genera Palmarum. The Evolution and Classification of Palms. Zweite Auflage, Royal Botanic Gardens, Kew 2008, ISBN 978-1-84246-182-2, S. 270–272.